# اچ‌ام‌اس تمرر (۱۷۹۸)
اچ‌ام‌اس تمرر (۱۷۹۸) (به انگلیسی: HMS Temeraire (1798)) یک کشتی بود که طول آن ۱۸۵ فوت (۵۶ متر) بود. این کشتی در سال ۱۷۹۸ ساخته شد.